# Íker Begoña Zubiaur
Íker Begoña Zubiaur (Bilbao, 15 de novembre de 1976) és un futbolista basc, que ocupa la posició de defensa.

## Trajectòria
Format al planter de l'Athletic Club, la temporada 96/97 arriba al segon filial, el CD Baskonia, i a l'any següent milita a l'Athletic B. No té continuïtat a l'entitat bilbaína i recala en diversos equips bascos, com el Gernika (98/99), Bermeo (99/00) i Amurrio (00/01).
L'estiu del 2001 fitxa per l'Alacant CF, i eixe hivern dona el salt al Recreativo de Huelva, on debuta a Segona Divisió. Durant 4 temporades i mitja serà peça clau de l'esquema andalús, amb els quals aconsegueix l'ascens a la màxima categoria el 2002. Però, l'equip només es manté un any a Primera.
La temporada 06/07 milita a la Lorca Deportiva, i un any després recala a l'Albacete Balompié, també a la Segona Divisió. Amb els manxecs hi milita dues campanyes, en les quals hi suma 73 partits de lliga.